# تلفزيون أيه بي سي (قناة بث أسترالية)
تلفزيون أيه بي سي (بالإنجليزية: ABC TV، بالفارسية: ای‌بی‌سی (استرالیا))، المعروفة سابقًا باسم أيه بي سي وان (بالإنجليزية: ABC1): هي شبكة بث عام وطنية أسترالية، وهي مملوكة ومدارة من قبل هيئة البث الأسترالية.